# Benjamin Siksou
Benjamin Siksou, né le 8 février 1987 à Ivry-sur-Seine, est un auteur-compositeur-interprète et acteur français. Multi-instrumentiste (guitare, piano, violon, percussions), il chante dans un style mêlant jazz , blues  et pop.
Révélé en 2008 par l'émission Nouvelle Star de M6, où il est finaliste, il sort son premier album, Au chant du coq, en 2017 puis son deuxième, Saxophonia, en 2022.
Également acteur, il a tourné avec les réalisateurs Jérôme Salle, Abdellatif Kechiche ou encore Arnaud Desplechin.  
Il est le frère jumeau de l'écrivain Jonathan Siksou

## Biographie

### Jeunesse et formation
Benjamin Siksou est né d'une mère artiste plasticienne et d'un père éditeur dans la presse magazine (notamment directeur délégué du magazine Jazz Magazine),. Ce musicien précoce grandit entre le 13e arrondissement de Paris, où il prend ses premiers cours de violon à 2 ans et demi, et le 6e arrondissement, où il fait sa scolarité à l'École alsacienne,. Après avoir pris des cours de piano et de guitare, Benjamin Siksou commence dès 2002 à écrire et composer ses premières chansons, il monte aussi un groupe avec des camarades de collège et se produit à partir de 2005 dans des bars de jazz de la capitale, comme le Caveau des Oubliettes, le Melody Blues, le Swan Bar ou le café Le Charteux, lieux où il se fait remarquer par des professionnels. Benjamin Siksou adapte des standards comme Billie Jean, Hallelujah, Just the Two of Us, ou encore Summertime et il interprète ses propres compositions, comme Just Know That I Knew,, On the Ground, Work Another Day ou Ma muse mon égérie.
Benjamin Siksou décide début 2007 d'interrompre ses études en histoire de l'art pour se consacrer à la musique ; la même année il obtient ses premiers rôles d'acteur au cinéma dans 15 ans et demi de François Desagnat et Thomas Sorriaux et Largo Winch de Jérôme Salle  aux côtés de Tomer Sisley.

### Nouvelle Staret EP (2008-2009)
En 2007, Benjamin Siksou est contacté par la production de la Nouvelle Star lors des pré-castings de l'émission via son site Myspace qui héberge ses compositions et interprétations. En 2008, il participe à la saison 6 du télé-crochet sur M6 pendant 11 semaines et y reprend des titres comme New Soul de Yael Naïm, Beat It de	Michael Jackson, Hey Ya! de	OutKast. Il en est le finaliste avec la gagnante Amandine Bourgeois.
Le 9 février 2009, Benjamin Siksou sort son premier single aux sonorités jazzy, My Eternity co-écrit avec Hugh Coltman et un clip réalisé par Christophe Charrier,,. 
Le titre est extrait de l'EP : Instantanés du 11/04/2009 qui sort le 22 juin 2009. D'une durée de 28 min 25 s, l'EP comprend cinq titres enregistrés lors du concert du 11 avril 2009 au Café de la Danse de Paris : 3 titres originaux (Décor,  Avant de m'endormir, Just Know That I Knew) et 2 reprises (Just the Two of Us et Madame rêve d'Alain Bashung). Benjamin Siksou signe un contrat avec le label indépendant Derrière les planches et choisit de distribuer sa musique via le téléchargement légal Believe Digital. L'album est réalisé par Vincent Ségal (Bumcello, Matthieu Chedid) et est mixé par Olivier Lude (Vanessa Paradis). La tournée En attendant l'album a lieu d'avril à mai 2009 avec des dates à Bordeaux, Clermont-Ferrand, Marseille,...« Je souhaiterais une base jazz/blues et une tonalité hip-hop et rock à mon disque. L’idéal serait de prendre l’essence de chaque musique que j’aime et de mélanger tout ça ». Après le deuxième single Madame rêve, Benjamin Siksou sort en novembre 2009, le titre Avant de m'endormir.

### Valises blueset cinéma (2010-2015)
En 2010 Benjamin Siksou retrouve André Manoukian, juré de la Nouvelle Star, enregistre deux titres sur son album So in Love  et part en tournée avec lui.
En 2011, il tient le rôle principal masculin dans Toi, moi, les autres de Audrey Estrougo aux côtés de Leila Bekhti et Cécile Cassel. Dans ce film musical qui reprend des standards de la chanson française, il interprète Gabriel qui tombe amoureux d'une jeune femme sans papiers. Son rôle lui vaut le prix d'interprétation masculine au Festival du film de La Réunion. En septembre, il est membre du Jury Révélation de la 37e édition du Festival du cinéma américain de Deauville présidé par le réalisateur Samuel Benchetrit.

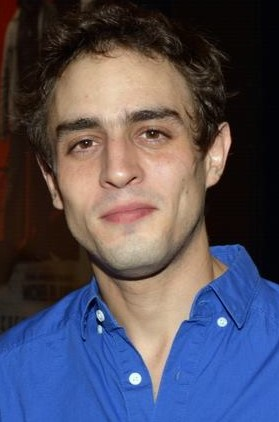
Benjamin Siksou à l'avant-première du film La Taularde en 2016.

Le 15 avril 2013, Benjamin Siksou dévoile le titre Défoule et son clip, extrait d'un futur premier album.
En juillet 2013, le chanteur présente au Festival Off d'Avignon le spectacle musical Valises Blues qu'il a créé et produit. A travers un voyage dans l'histoire du blues, il reprend des titres de Robert Johnson, Elmore James, Ray Charles. Il est accompagné par le saxophoniste-clarinettiste Peter Corser et le pianiste-accordéoniste Joseph Robinne. Valise Blues est à partir de février 2015 en tournée dans différentes régions de France,.
En septembre 2013, il édite un maxi vinyle proposant deux titres plus deux remix et deux instrumentaux. Le premier titre est une chanson originale Cab Calloway's Flow composée avec le groupe HornDogz. Le second titre est une reprise de Lavabo écrite par Alain Bashung et Serge Gainsbourg, extraite de l'album Play blessures.
Cette même année, Benjamin Siksou est à l'affiche de La Vie d'Adèle de Abdellatif Kechiche aux côtés d'Adèle Exarchopoulos et Léa Seydoux. Le film obtient la Palme d'or du 66e Festival de Cannes 2013 et le prix Louis-Delluc 2013,.
En 2015, Benjamin Siksou tourne aux côtés de Michel Bouquet et Robert Hirsch dans L'Antiquaire de François Margolin, puis avec Sophie Marceau dans La Taularde de Audrey Estrougo et rejoint la distribution de Trois Souvenirs de ma jeunesse de Arnaud Desplechin.

### Premier album:Au chant du coq(2017)
En février 2017, sort le titre Tomber du camion, puis Ça ira, deux extraits du premier album Au chant du coq édité le 22 septembre 2017,. Dans cet album pop produit par Polydor/Universal Music et Reyn Ouwehand (Vanessa Paradis, Benjamin Biolay), Benjamin Siksou signe la musique et les textes tout en s'accompagnant pour certains de Pierre Grillet (Alain Bashung), Mahault Mollaret et Ben Mazué. Enregistré aux Pays-Bas, dans une église du XVe siècle d'un petit village, Au chant du coq contient 12 titres en français dont une reprise de Dick Annegarn (Bébé éléphant en mashup avec le negro spiritual Sometimes I Feel Like a Motherless Child). « C'est clairement un disque pop dans lequel on peut retrouver quelques influences de blues ou de jazz dues à ma façon de chanter. Au-delà des barrières de style, j'ai vraiment essayé de faire quelque chose de nouveau et de me créer mon propre univers ».
Le chanteur part en tournée : il fait notamment la première partie du concert des Vieilles Canailles : Johnny Hallyday, Jacques Dutronc et Eddy Mitchell à l'Accor Hôtels Arena de Paris le samedi 24 juin 2017 et se produit aux Francofolies de la Rochelle en juillet 2017
,.
En septembre il est membre du Jury Longs métrages du 31e Festival international du film francophone de Namur présidé par le réalisateur Martin Provost.

### Spectacles musicaux, cinéma et second album:Saxophonia(2020-2022)
À partir du 31 janvier 2020, Benjamin Siksou interprète le rôle de Ben, critique musical dans le spectacle musical Les Souliers rouges écrit par Marc Lavoine et le compositeur Fabrice Aboulker aux Folies Bergère à Paris d'après le conte Les Chaussons rouges de Hans Christian Andersen avec Loryn Nounay et Guilhem Valayé. Jérémie Lippmann en est le metteur en scène et Marie-Agnès Gillot la chorégraphe. Le spectacle s'arrête au bout d'un mois à cause de la pandémie de covid-19.
Du 26 janvier 2022 au 6 février 2022, Benjamin Siksou joue le rôle de Eugène dans Songe à la douceur au Théâtre Paris-Villette. Ce spectacle musical est adapté du roman de Clémentine Beauvais qui est lui-même une adaptation contemporaine d’Eugène Onéguine d’Alexandre Pouchkine avec à la distribution Manika Auxire, Lucie Brunet, Rachel Arditi, Elisa Erka, Thomas Gendronneau, Manuel Peskine, dans une mise en scène de Justine Heynemann,.
Benjamin Siksou retrouve pour la deuxième fois le réalisateur Arnaud Desplechin pour le film Frère et Sœur avec Marion Cotillard, Melvil Poupaud, Golshifteh Farahani, Patrick Timsit. Le film est en compétition officielle au festival de Cannes 2022. 
Le 17 juin 2022 paraît son deuxième album studio, Saxophonia, contenant 11 titres d'« une esthétique particulière, d'où le titre Saxophonia. Je suis allé au bout d'un délire que j'avais depuis une dizaine d'années qui était d'avoir une fanfare. Cette fanfare s'est resserrée, précisée en un ensemble de saxo. Je suis parti de là et j'ai décliné ça dans des chansons de pop française, avec une couleurs particulière, boisée, feutrée ». Un premier extrait sort le 4 février 2022 : Se Revoir à Nouveau. Ce titre mélancolique aux accents jazzy est accompagné d'un clip réalisé par le suédois Johan Karlsson, un plan-séquence de cinq minutes. Un deuxième extrait sort le 1er avril 2022 : J'irais bien. Dans ce deuxième album moins pop et plus jazzy que le précédent, Benjamin Siksou aborde les thèmes de l'amour et du manque, en privilégiant le timbre des instruments et en rendant hommage à Chet Baker. Il est sur la scène de la La Nouvelle Ève à Paris le 20 septembre 2022.

### Vie privée
Benjamin Siksou a annoncé son homosexualité en 2021 au micro d'Elise Goldfarb et Julia Layani, dans le podcast Coming out sur Spotify.
Il a écrit une chanson pour son compagnon intitulée Chanson pour Julien.

## Discographie

### Participations
- 2010 : I Fall in Love Too Easily et Lullaby of Birdland en duo avec China Moses sur l'album So in Love d’André Manoukian
- 2011 : Pour un flirt, La Bonne Étoile, Et si tu n'existais pas, Quand on n'a que l'amour sur la bande originale du film Toi, moi, les autres, en solo en duo avec Leïla Bekhti
- 2015 : Benjamin Siksou & HornDogz, EP de six titres
- 2014 : La Blanche sur l'album La Bande à Renaud (vol. 2)[33]
- 2020 : Les Souliers rouges : Le Spectacle musical, l'album
- 2021 : Ciel érotique en duo avec Laurie Darmon[50]

## Filmographie

### Cinéma

#### Longs métrages
- 2008 : 15 ans et demi de François Desagnat et Thomas Sorriaux : Gaspard
- 2008 : Largo Winch de Jérôme Salle : Largo Winch adolescent
- 2009 : La Vie au ranch de Sophie Letourneur : Benji
- 2011 : Toi, moi, les autres d'Audrey Estrougo : Gabriel
- 2013 : La Vie d'Adèle d'Abdellatif Kechiche : Antoine
- 2014 : Une histoire banale d'Audrey Estrougo  : l'homme dans les toilettes
- 2015 : L'Antiquaire de François Margolin : Jean
- 2015 : Trois Souvenirs de ma jeunesse d'Arnaud Desplechin : Serge
- 2015 : La Taularde d'Audrey Estrougo : Adrien Leroy
- 2016 : Villeperdue de Julien Gaspar-Oliveri : Vincent
- 2020 : À la folie d'Audrey Estrougo : Baptiste
- 2022 : Frère et Sœur d'Arnaud Desplechin : Fidèle

#### Courts métrages
- 2007 : Derrière la ligne de Thomas Sagols[N 1]
- 2008 : Vodka Pamplemousse de Renaud Lefevre
- 2008 : Les Ombres bossues de Marie Monge[N 2]
- 2009 : À bicyclette de Jean Douchet
- 2009 : L'Histoire du manteau qui tombe à l'eau...de rose de Mahault Mollaret[N 3]
- 2013 : Boom Boom de Steve Tran et Sebastien Kong[N 4]
- 2013 : Putain de Lune de Lou Bohringer[N 3]
- 2014 : Boys Band Théorie de Christophe Charrier : Julien[N 5]
- 2016 : Heureusement qu'il y a l'appartement de mémé de Camille Rutherford : garçon qui dessine sur la tv
- 2017 : Tomber du camion de Julien Gaspar-Oliveri
- 2018 : Les Vies de Lenny Wilson d'Aurélien Vernhes-Lermusiaux : Boris
- 2018 : Sous l'écorce d'Eve Chems : Benjamin
- 2018 : Le septième continent de Noé Debré : Thybald
- 2019 : Rap Night de Salvatore Lista : François
- 2020 : Nos gènes de Salim Kechiouche
- 2021 : Alors que la terre tremble de Quentin Just
- 2024 : Une année quelconque de Virgile Texier : le réalisateur
- 2024 : Robespierre de Pierre Ménahem : Max

### Télévision
- 2010 : Mes chères études (téléfilm) de Emmanuelle Bercot : Manu
- 2015 : Accusé (série télévisée), épisode L'Histoire d'Hélène de Julien Despaux : Nicolas
- 2017 : Héroïnes (mini-série télévisée) d'Audrey Estrougo : Nicolas
- 2022 : Qu'est-ce qu'elle a ma famille ? (téléfilm) d'Hélène Angel : Julien[51]

### Doublage
- 2020 : Losing Alice (mini-série)[réf. nécessaire]

## Spectacles musicaux
- 2020 : Les Souliers rouges de Marc Lavoine et Fabrice Aboulker d'après le conte Les Chaussons rouges de Hans Christian Andersen, mise en scène Jérémie Lippmann, chorégraphie Marie-Agnès Gillot, Folies Bergère
- 2022 : Songe à la douceur d'après le roman de Clémentine Beauvais, musique Manuel Peskine, livret Rachel Arditi, Clémentine Beauvais, Justine Heynemann, chorégraphie Alexandra Trovato, mise en scène Justine Heynemann, Théâtre Paris-Villette, tournée
- 2023-2024 : Les Souliers rouges de Marc Lavoine et Fabrice Aboulker d'après le conte Les Chaussons rouges de Hans Christian Andersen, mise en scène Jérémie Lippmann, Salle Pleyel, tournée

## Distinctions
- Festival du film de La Réunion 2010 : prix d'interprétation masculine pour Toi, moi, les autres
- Prix SACEM Révélations jeunes talents jazz 2010 : lauréat du Fonds d'action Sacem[52]